# Lista celor mai înalte structuri portdrapel din lume
Lista celor mai înalte structuri portdrapel din lume clasifică cele mai înalte construcții metalice cu rol de portdrapel, cu o înălțime de peste 100 de metri.
Înălțimea portdrapelului reprezintă dimensiunea verticală a structurii metalice, fără a fi luată în considerare înălțimea oricăror construcții adiționale precum postamente, piedestaluri sau clădiri de bază. 
| Notă: | Rândurile marcate cu culoare verde deschis reprezintă portdrapelele care au deținut titlul de „cel mai înalt portdrapel din lume” |

| Nume/Locație | Imagine | Oraș                                      | Țară                  | Înălțime (m) | Instalare          | Coordonate                                                      | Observații | Note                 |
| |         |                                           |                       |              |                    |                                                                 | |                      |
| --- | ------- | ----------------------------------------- | --------------------- | ------------ | ------------------ | --------------------------------------------------------------- | --- | -------------------- |
| Portdrapelul din Capitala Administrativă (în arabă سارية العاصمة الإدارية, transliterat: sariat aleasimat al'iidaria)         |         | Noua Capitală Administrativă, Cairo       | Egipt                 | 202          | 26 decembrie 2021  | 30°0′48.70″N 31°45′17.52″E / 30.0135278°N 31.7548667°E          | | [ 1 ] [ 2 ]          |
| Portdrapelul din Piața Drapelului Național (în azeră Dövlət Bayrağı Meydanı)                                                  |         | Bayil, Baku                               | Azerbaidjan           | 191          | 2 august 2024      | 40°20′39.47″N 49°50′41.64″E / 40.3442972°N 49.8449000°E         | | [ 1 ] [ 3 ]          |
| Portdrapelele Gazprom din Sankt Petersburg                                                                                    |         | Sankt Petersburg                          | Rusia                 | 175          | 16 iunie 2023      | 59°58′50″N 30°11′35″E / 59.98056°N 30.19306°E                   | sunt arborate trei drapele: · Imperiul Rus, URSS, Rusia. · Proiectul a fost implementat de Gazprom, care are sediul în apropiere | [ 4 ]                |
| Portdrapelul din Jeddah (în arabă سارية العلم بجدة, transliterat: sariat aleilm bijida)                                       |         | Jeddah                                    | Arabia Saudită        | 171          | 23 septembrie 2014 | 21°30′27.23″N 39°10′11.03″E / 21.5075639°N 39.1697306°E         | | [ 1 ]                |
| Portdrapelul din Parcul Drapelului Național (în tadjikă Боғи Парчами Миллӣ, transliterat: Boƣi Parcami Millī)                 |         | Dușanbe                                   | Tadjikistan           | 165          | 24 mai 2011        | 38°34′44.4″N 68°46′48.36″E / 38.579000°N 68.7801000°E           | | [ 1 ]                |
| Portdrapelul din Piața Drapelului Național 2010-2017 (în azeră Dövlət Bayrağı Meydanı)                                        |         | Bayil, Baku                               | Azerbaidjan           | 162          | 1 septembrie 2010  | 40°20′39.47″N 49°50′41.64″E / 40.3442972°N 49.8449000°E         | | [ 1 ]                |
| Portdrapelul din Gijeong-dong (în coreeană 기정동)                                                                            |         | Gijeong-dong, Kaesong                     | Coreea de Nord        | 160          | 1982               | 37°56′42.99″N 126°39′18.78″E / 37.9452750°N 126.6552167°E       | susținut de o structură metalică special construită                                                                              | [ 5 ] [ 6 ]          |
| Portdrapelul Holy Defence Garden Museum (în persană پرچم جمهوري اسلامي ايران, transliterat: parcham jamehory eslamy ayran)    |         | Teheran                                   | Iran                  | 150          | 21 septembrie 2012 | 35°45′07.7″N 51°25′23.7″E / 35.752139°N 51.423250°E             | | [ 7 ]                |
| Portdrapelul din Așgabat (în turkmenă Așgabatdaky pasyrdaýan baýdagyñ)                                                        |         | Așgabat                                   | Turkmenistan          | 133          | 29 iunie 2008      | 37°53′13.2″N 58°21′1.8″E / 37.887000°N 58.350500°E              | | [ 8 ]                |
| Portdrapelul din Aqaba (în arabă سارية العقبة, transliterat: saryt aleaqaba)                                                  |         | Aqaba                                     | Iordania              | 130          | 3 octombrie 2004   | 29°31′18.12″N 35°0′4″E / 29.5217000°N 35.00111°E                | este arborat drapelul care simbolizează Revolta Arabă                                                                            | [ 9 ]                |
| Portdrapelul din Attari |         | Attari, Punjab                            | India                 | 127,4        | 3 martie 2023      | 31°36′18.7″N 74°34′31.5″E / 31.605194°N 74.575417°E             | | [ 10 ] [ 11 ]        |
| Portdrapelul Raghadan (în arabă سارية رغدان, transliterat: saryt raghdan)                                                     |         | Amman                                     | Iordania              | 126,8        | 10 iunie 2003      | 31°58′8.15″N 35°56′8.18″E / 31.9689306°N 35.9356056°E           | | [ 12 ]               |
| Portdrapelul din Victoria de Durango (în spaniolă Bandera Monumental en Victoria de Durango)                                  |         | Victoria de Durango                       | Mexic                 | 125          |                    | 24°01′56.09″N 104°42′06.24″V / 24.0322472°N 104.7017333°V       | | [ 13 ]               |
| Portdrapelul din Hospet |         | Hospet, Karnataka                         | India                 | 123,4        | 15 august 2022     | 15°16′32.65″N 76°22′45.56″E / 15.2757361°N 76.3793222°E         | | [ 14 ]               |
| Portdrapelul Abu Dhabi (în arabă سارية علم أبو ظبي, transliterat: saryt ealim 'abu zabi)                                      |         | Abu Dhabi                                 | Emiratele Arabe Unite | 123          | 2 decembrie 2001   | 24°28′39.78″N 54°19′55.6″E / 24.4777167°N 54.332111°E           | | [ 12 ] [ 15 ] [ 16 ] |
| Portdrapelul Jumeirah (în arabă سارية علم جميرا, transliterat: sarit ealam jumira)                                            |         | Dubai                                     | Emiratele Arabe Unite | 123          | 2017               | 25°14′28.40″N 55°16′4.35″E / 25.2412222°N 55.2678750°E          | | [ 16 ] [ 17 ]        |
| Portdrapelul Sharjah (în arabă سارية علم الشارقة, transliterat: saryt eilm alshaariqa)                                        |         | Sharjah                                   | Emiratele Arabe Unite | 123          | noiembrie 2012     | 25°20′47.31″N 55°22′41.28″E / 25.3464750°N 55.3781333°E         | | [ 16 ] [ 18 ]        |
| Portdrapelul Wagah (în urdu واہگہ جھنڈا ۔, transliterat: wahgah jhanda)                                                       |         | Wagah, Lahore                             | Pakistan              | 122          | 2017               | 31°36′16.72″N 74°34′17.52″E / 31.6046444°N 74.5715333°E         | | [ 19 ]               |
| Portdrapelul Acuity (în engleză Acuity Flagpole)                                                                              |         | Sheboygan, Wisconsin                      | Statele Unite         | 120          | 24 mai 2014        | 43°43′47.16″N 87°45′23.56″V / 43.7297667°N 87.7565444°V         | | [ 20 ]               |
| Portdrapelul Ajman (în arabă سارية علم عجمان, transliterat: sariat ealam eajman)                                              |         | Ajman                                     | Emiratele Arabe Unite | 120          | noiembrie 2013     | 25°24′45.78″N 55°29′54.54″E / 25.4127167°N 55.4984833°E         | | [ 16 ] [ 18 ]        |
| Portdrapelul Ras al-Khaimah (în arabă سارية علم رأس الخيمة, transliterat: sariat ealam ras alkhayma)                          |         | Ras al-Khaimah                            | Emiratele Arabe Unite | 120          | noiembrie 2013     | 25°46′20.36″N 55°56′20.34″E / 25.7723222°N 55.9389833°E         | | [ 16 ] [ 18 ]        |
| Portdrapelul Fujairah (în arabă سارية علم الفجيرة, transliterat: saryt ealam alfujayra)                                       |         | Fujairah                                  | Emiratele Arabe Unite | 120          | noiembrie 2014     | 25°7′15.47″N 56°17′0.04″E / 25.1209639°N 56.2833444°E           | | [ 16 ] [ 21 ]        |
| Portdrapelul Umm al-Qaiwain (în arabă سارية علم أم القيوين, transliterat: sariat ealam 'umi alqaywayn)                        |         | Umm al-Qaiwain                            | Emiratele Arabe Unite | 120          | noiembrie 2014     | 25°34′6.78″N 55°33′58.28″E / 25.5685500°N 55.5661889°E          | | [ 16 ] [ 21 ]        |
| Portdrapelul din Piedras Negras (în spaniolă Bandera Monumental en Piedras Negras)                                            |         | Piedras Negras, Coahuila                  | Mexic                 | 120          |                    | 28°42′19.49″N 100°30′51.48″V / 28.7054139°N 100.5143000°V       | | [ 13 ]               |
| Portdrapelul din Kavak |         | Kavak, Samsun                             | Turcia                | 116          | 2010               | 41°04′57.18″N 36°04′28.06″E / 41.0825500°N 36.0744611°E         | | [ 22 ] [ 23 ]        |
| Portdrapelul din Iguala (în spaniolă Bandera Monumental en Iguala)                                                            |         | Iguala de la Independencia, Guerrero      | Mexic                 | 113,8        |                    | 18°19′44.67″N 99°31′58.15″V / 18.3290750°N 99.5328194°V         | | [ 13 ]               |
| Portdrapelul din Rojen (în bulgară Пилон Рожен, transliterat: Pilon Rojen)                                                    |         | Rojen                                     | Bulgaria              | 111          | 13 iulie 2023      | 41°40′14.5056″N 24°43′43.9104″E / 41.670696000°N 24.728864000°E | | [ 24 ]               |
| Portdrapelul din Büyük Çamlıca Tepesi                                                                                         |         | Büyük Çamlıca Tepesi, Istanbul            | Turcia                | 111          | 23 aprilie 2021    | 41°1′40.80″N 29°4′10.95″E / 41.0280000°N 29.0697083°E           | | [ 25 ]               |
| Portdrapelul din Ankara |         | Ankara                                    | Turcia                | 110          |                    | 39°55′22.75″N 32°52′32.13″E / 39.9229861°N 32.8755917°E         | | [ 25 ]               |
| Portdrapelul din Belgaum |         | Belgaum, Karnataka                        | India                 | 110          | 12 martie 2018     | 15°52′12.60″N 74°31′43.17″E / 15.8701667°N 74.5286583°E         | | [ 26 ]               |
| Portdrapelul din Attari |         | Attari, Punjab                            | India                 | 110          | 5 martie 2017      | 31°36′19.16″N 74°34′34.94″E / 31.6053222°N 74.5763722°E         | | [ 27 ]               |
| Portdrapelul de pe insula Krestovsky (în rusă Флагшток на Крестовском острове, transliterat: Flagștok na Krestovskom ostrove) |         | Sankt Petersburg                          | Rusia                 | 105          | 2020               | 59°58′14.48″N 30°12′48.16″E / 59.9706889°N 30.2133778°E         | este arborat drapelul clubului de fotbal FC Zenit                                                                                | [ 28 ]               |
| Portdrapelul din Harkov (în ucraineană Флагшток Харкова, transliterat: Flahștok Harkova)                                      |         | Harkov                                    | Ucraina               | 102          | 2021               | 49°59′23.95″N 36°13′37.74″E / 49.9899861°N 36.2271500°E         | | [ 29 ]               |
| Portdrapelul din Hamina (în finlandeză Lipputanko Haminassa)                                                                  |         | Hamina                                    | Finlanda              | 100          | 5 noiembrie 2019   | 60°33′49.07″N 27°11′53.41″E / 60.5636306°N 27.1981694°E         | | [ 30 ]               |
| Portdrapelul din Praça dos Três Poderes (în portugheză Mastro especial da Praça dos Três Poderes)                             |         | Brasília                                  | Brazilia              | 100          | 19 noiembrie 1972  | 15°48′2.9″S 47°51′35.8″V / 15.800806°S 47.859944°V              | susținut de o structură metalică special construită                                                                              | [ 31 ]               |
| Portdrapelul din Obispado (în spaniolă Bandera Monumental en Mirador del Obispado)                                            |         | Cerro del Obispado, Monterrey, Nuevo León | Mexic                 | 100          |                    | 25°40′34.79″N 100°20′47.39″V / 25.6763306°N 100.3464972°V       | | [ 13 ]               |
| Portdrapelul de la Colegiul Militar Heroico (în spaniolă Bandera Monumental en Heroico Colegio Militar)                       |         | Heroico Colegio Militar, Ciudad de México | Mexic                 | 100          |                    | 19°15′26.11″N 99°08′54.60″V / 19.2572528°N 99.1485000°V         | | [ 13 ]               |
| Portdrapelul din Campo Marte (în spaniolă Bandera Monumental en Campo Marte)                                                  |         | Campo Marte, Ciudad de México             | Mexic                 | 100          |                    | 19°25′27.62″N 99°11′47.72″V / 19.4243389°N 99.1965889°V         | | [ 13 ]               |
| Portdrapelul din San Jerónimo (în spaniolă Bandera Monumental en San Jerónimo)                                                |         | San Jerónimo, Ciudad de México            | Mexic                 | 100          |                    | 19°19′52.08″N 99°12′39.56″V / 19.3311333°N 99.2109889°V         | | [ 13 ]               |
| Portdrapelul din Tijuana (în spaniolă Bandera Monumental en Tijuana)                                                          |         | Tijuana                                   | Mexic                 | 100          |                    | 32°31′14.87″N 117°2′11.20″V / 32.5207972°N 117.0364444°V        | | [ 13 ]               |
| Portdrapelul din El Chamizal (în spaniolă Bandera Monumental en El Chamizal)                                                  |         | El Chamizal, Ciudad Juárez                | Mexic                 | 100          |                    | 31°45′18.44″N 106°27′12.89″V / 31.7551222°N 106.4535806°V       | | [ 13 ]               |
| Portdrapelul din Ensenada (în spaniolă Bandera Monumental en Ensenada)                                                        |         | Ensenada, Baja California                 | Mexic                 | 100          |                    | 31°51′33.51″N 116°37′27.34″V / 31.8593083°N 116.6242611°V       | | [ 13 ]               |
| Portdrapelul din Cancún (în spaniolă Bandera Monumental en Cancún)                                                            |         | Cancún                                    | Mexic                 | 100          |                    | 21°08′37.65″N 86°46′42.38″V / 21.1437917°N 86.7784389°V         | | [ 13 ]               |
| Portdrapelul din Chihuahua (în spaniolă Bandera Monumental en Chihuahua)                                                      |         | Chihuahua                                 | Mexic                 | 100          |                    | 28°38′25.32″N 106°05′11.91″V / 28.6403667°N 106.0866417°V       | | [ 13 ]               |
| Portdrapelul din Dolores Hidalgo (în spaniolă Bandera Monumental en Dolores Hidalgo)                                          |         | Dolores Hidalgo                           | Mexic                 | 100          |                    | 21°09′33.22″N 100°54′35.47″V / 21.1592278°N 100.9098528°V       | | [ 13 ]               |
| Portdrapelul din San Luis Potosí (în spaniolă Bandera Monumental en San Luis Potosí)                                          |         | San Luis Potosí                           | Mexic                 | 100          |                    | 22°08′59.″N 100°58′30″V / 22.14972°N 100.97500°V                | | [ 13 ]               |
| Portdrapelul din Daeseong-dong (în coreeană 높은 태극기 깃대가, transliterat: nop-eun taegeuggi gisdaega)                     |         | Daeseong-dong, Paju, Gyeonggi-do          | Coreea de Sud         | 100          | 1982               | 37°56′28.03″N 126°40′44.92″E / 37.9411194°N 126.6791444°E       | susținut de o structură metalică special construită                                                                              | [ 5 ] [ 6 ]          |
| Portdrapelul din Sarawak (în malaieză Tiang bendera di Sarawak)                                                               |         | Kuching, Sarawak                          | Malaysia              | 100          | noiembrie 2023     |                                                                 | este arborat drapelul Sarawak | [ 32 ]               |